# William Rockhill
William Rockhill (* 10. Februar 1793 in Burlington, New Jersey; † 15. Januar 1865 in Fort Wayne, Indiana) war ein US-amerikanischer Politiker. Zwischen 1847 und 1849 vertrat er den Bundesstaat Indiana im US-Repräsentantenhaus.

## Werdegang
William Rockhill besuchte die öffentlichen Schulen seiner Heimat und zog im Jahr 1822 nach Fort Wayne, wo er in der Landwirtschaft arbeitete. Außerdem war er bei der Verwaltung des dortigen Allen County angestellt. 1825 wurde er in Fort Wayne Friedensrichter. Außerdem war er im Stadtrat seiner neuen Heimatstadt.
Politisch war Rockhill Mitglied der Demokratischen Partei. Zwischen 1834 und 1837 saß er als Abgeordneter im Repräsentantenhaus von Indiana; von 1844 bis 1847 gehörte er dem Staatssenat an. Bei den Kongresswahlen des Jahres 1846 wurde Rockhill im zehnten Wahlbezirk von Indiana in das US-Repräsentantenhaus in Washington, D.C. gewählt, wo er am 4. März 1847 die Nachfolge von Andrew Kennedy antrat. Bis zum 3. März 1849 konnte er eine Legislaturperiode im Kongress absolvieren. Diese war von den Ereignissen des Mexikanisch-Amerikanischen Krieges geprägt.
Nach seinem Ausscheiden aus dem US-Repräsentantenhaus arbeitete William Rockhill wieder in der Landwirtschaft. Er starb am 15. Januar 1865 in Fort Wayne, wo er auch beigesetzt wurde.